# Giro d’Italia 1928

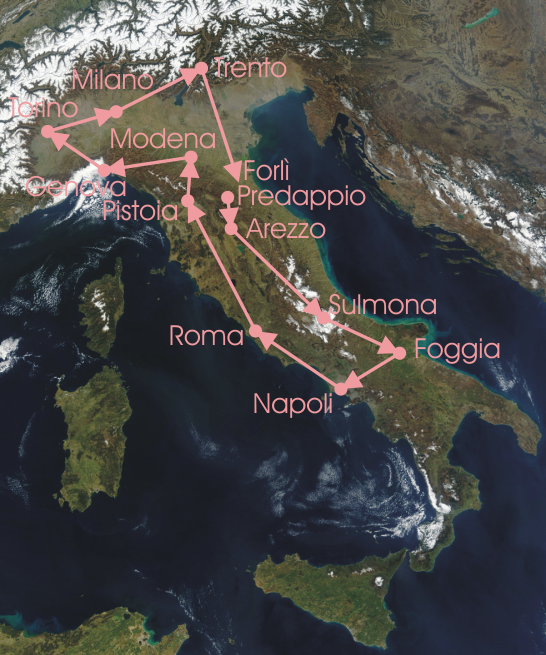
Streckenverlauf des Giro

Der 16. Giro d’Italia fand vom 12. Mai bis 3. Juni 1928 statt.
Das Radrennen bestand aus 12 Etappen mit einer Gesamtlänge von 3.044 Kilometern. Von 298 Teilnehmern erreichten 126 das Ziel. Damit war der Giro 1928 die Austragung mit den bis dahin meisten Teilnehmern. Zudem gab es zum ersten Mal eine Zeitbonifikation für den Etappensieger.
Alfredo Binda errang den Giro-Sieg vor Giuseppe Pancera. Die Mannschaftswertung gewann, wie in den Vorjahren, das Team Legnano. Neben Alfredo Binda, der sechs Etappen gewann, konnte auch sein Bruder Albino auf der 8. Etappe einen Sieg verbuchen.

## Etappen
| Etappe | Von       | Nach    | km  | Etappensieger       | Gesamterster        |
| ------ | --------- | ------- | --- | ------------------- | ------------------- |
| 1.     | Mailand   | Trient  | 233 | Domenico Piemontesi | Domenico Piemontesi |
| 2.     | Trient    | Forlì   | 312 | Alfredo Binda       | Domenico Piemontesi |
| 3.     | Predappio | Arezzo  | 148 | Alfredo Binda       | Domenico Piemontesi |
| 4.     | Arezzo    | Sulmona | 327 | Alfredo Binda       | Alfredo Binda       |
| 5.     | Sulmona   | Foggia  | 254 | Alfredo Binda       | Alfredo Binda       |
| 6.     | Foggia    | Neapel  | 248 | Domenico Piemontesi | Alfredo Binda       |
| 7.     | Neapel    | Rom     | 275 | Domenico Piemontesi | Alfredo Binda       |
| 8.     | Rom       | Pistoia | 323 | Albino Binda        | Alfredo Binda       |
| 9.     | Pistoia   | Modena  | 206 | Domenico Piemontesi | Alfredo Binda       |
| 10.    | Modena    | Genua   | 270 | Alfredo Binda       | Alfredo Binda       |
| 11.    | Genua     | Turin   | 295 | Alfredo Binda       | Alfredo Binda       |
| 12.    | Turin     | Mailand | 251 | Domenico Piemontesi | Alfredo Binda       |